# 5116 Корсар
5116 Корсар (5116 Korsor) — астероїд головного поясу, відкритий 13 березня 1988 року.
Тіссеранів параметр щодо Юпітера — 3,178.